# 增冲鼓楼
25°55′00″N 108°42′00″E / 25.91667°N 108.70000°E
增冲鼓楼位于中国贵州省黔东南苗族侗族自治州从江县西北50千米的往洞乡增冲寨，为侗族特有的鼓楼建筑，始建于清康熙十一年（1672年），1988年被列为第三批全国重点文物保护单位。
鼓楼是侗族村寨的标志性建筑，具有聚众议事、祭祀、休闲等多用途。增冲鼓楼占地约100平方米，五层十三檐八角攒尖顶，通高20余米。底层平面呈八角形，对角直径10.55米，有四根金柱，八根檐柱，中间为圆形火塘。第二至四层只在金柱外装楼板，金柱内形成空井。第五层为置鼓间，有一牛皮长鼓。